# Biała odmiana człowieka

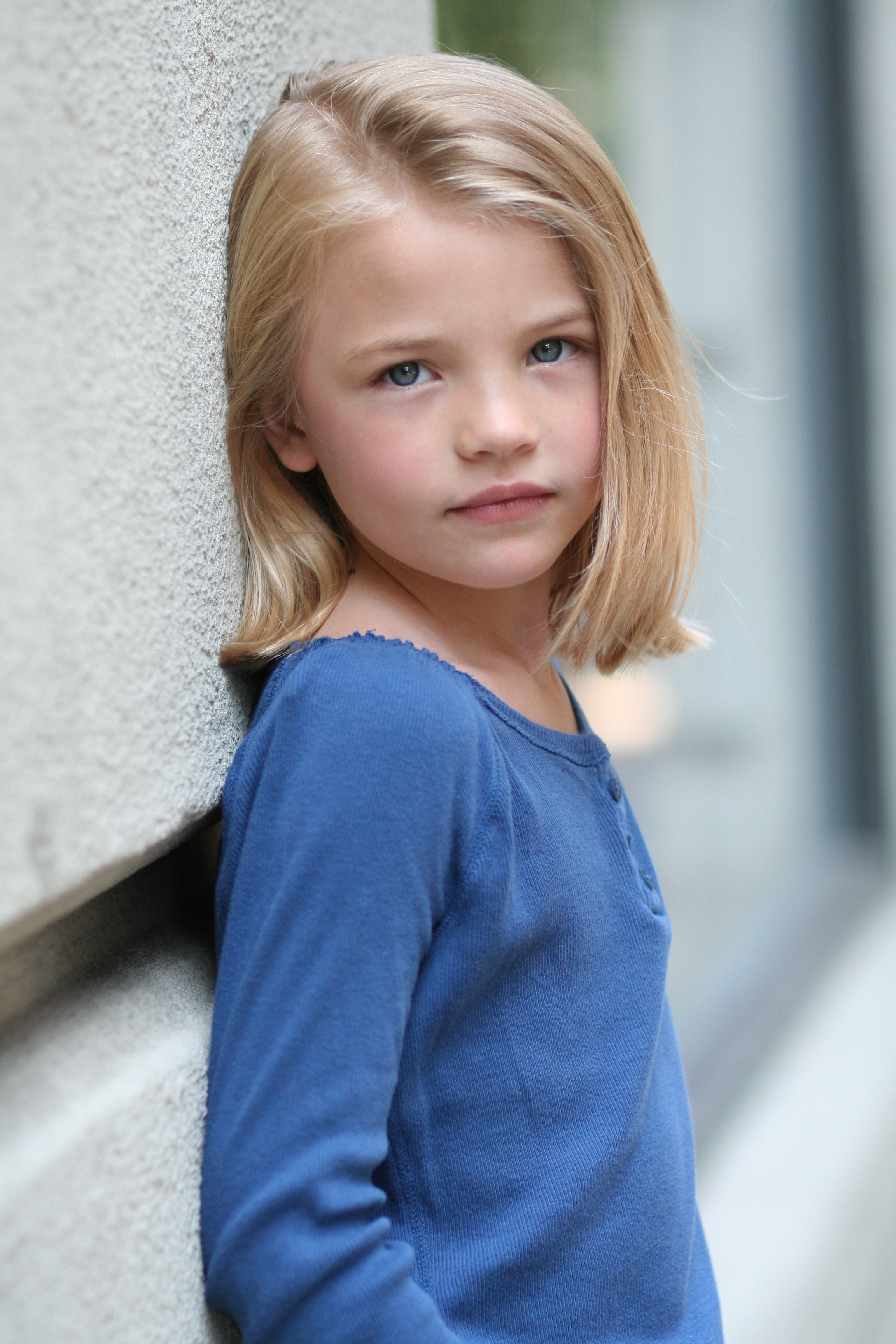
Dziewczynka reprezentująca białą odmianę człowieka

Biała odmiana człowieka (europeidzi) – jedna z grup wydzielanych w podziałach antropologicznych gatunku ludzkiego. Po raz pierwszy podziału na odmiany, w którym kryterium był kolor skóry, dokonał Georges Cuvier w roku 1812. Odmiana biała obejmuje ludzi przystosowanych do klimatu umiarkowanego o małym nasłonecznieniu. Pierwotnie tereny zamieszkiwane przez odmianę białą były w większości pokryte lasami. Tułów proporcjonalny do długości kończyn oraz mała ilość pigmentu w skórze ułatwiająca syntezę witaminy D uznawane są za przystosowania do warunków środowiska w naturalnym miejscu występowania odmiany białej.

## Klasyfikacje

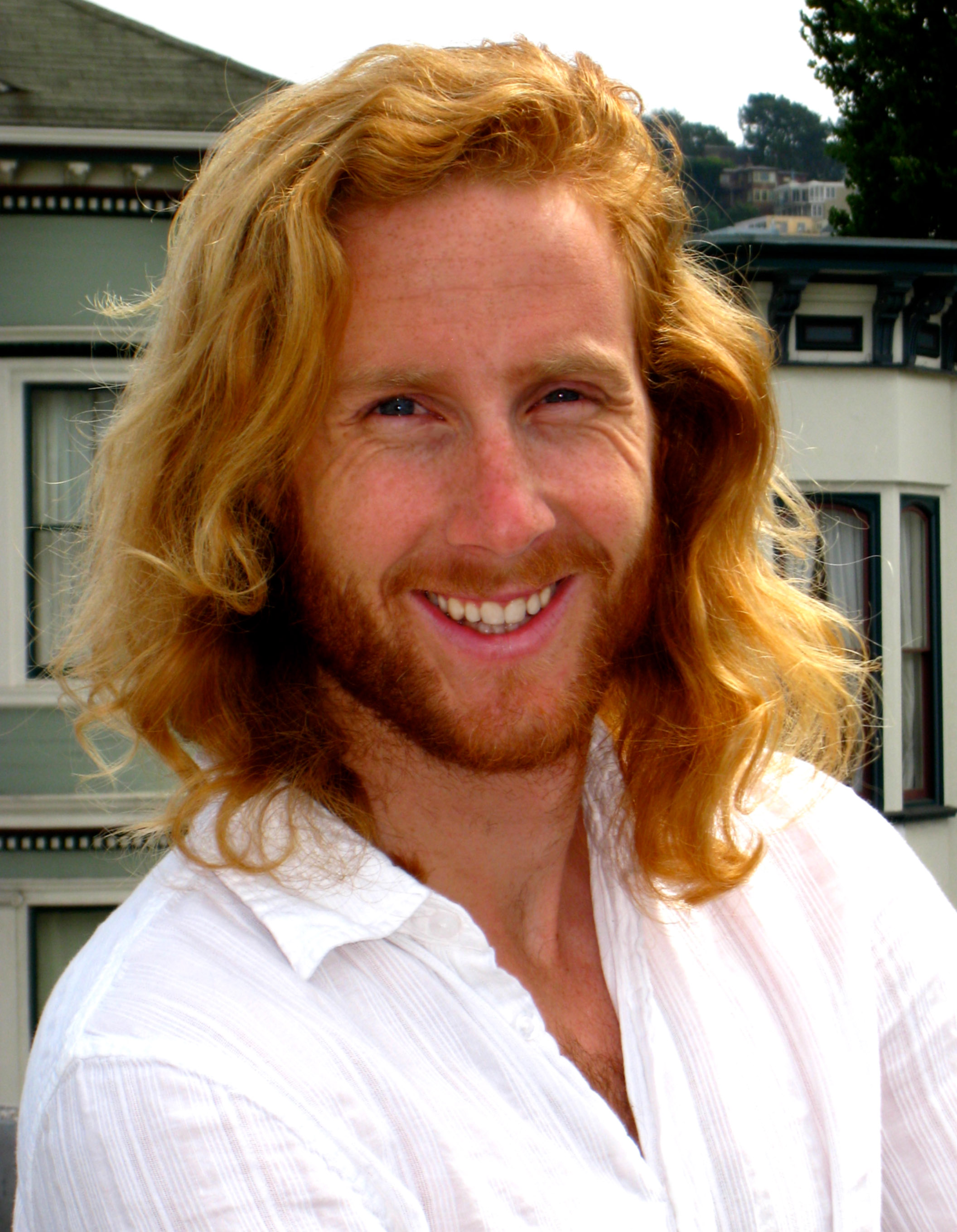
Naturalne rude włosy przedstawiciela odmiany białej

Klasyfikacja zaproponowana przez Cuviera została wykorzystana przez kolejnych naukowców. W roku 1947 E.A. Hooton zaproponował podział ludzkości na trzy rasy główne, które podzielił dalej na podrasy zasadnicze, podrasy złożone i typy mieszane. Do podras rasy głównej białej Hooton zaliczył:

### Podrasy zasadnicze
- Śródziemnomorska:
  - Typ morfologiczny górnopaleolityczny.
  - Typ morfologiczny irańsko-wyżynny.
  - Typ morfologiczny klasyczny śródziemnomorski.
- Alpejska.
- Ajnoska.
- Celtycka.
- Nordyczna.
- Wschodniobałtycka.

### Podrasy złożone
- Armenoidalna.
- Dynarska.

### Typy mieszane podras zasadniczych
- Nordyczno-alpejski.
- Nordyczno-śródziemnomorski.

Klasyfikacja z wyróżnieniem trzech podstawowych ras została stworzona również w ramach polskiej szkoły antropologicznej przez Jana Czekanowskiego. Klasyfikacja ta została skrytykowana przez antropologów będących zwolennikami populacyjnej koncepcji rozumienia rasy.
Białą rasę [Ripley] dzielono na rasy nordycką, alpejską i śródziemnomorską. W ujęciu polskiej szkoły antropologicznej według Czekanowskiego [1934] była jeszcze rasa armenoidalna, a alpejska zwana była laponoidalną. W późniejszym ujęciu według Michalskiego [1955] dodano rasy kromanionoidalną, berberyjską, orientalną i ajnuidalną. Pierwotnie występować miała na obszarze całej Europy, północnej Afryki oraz południowo-zachodniej Azji, ale wraz z rozwojem cywilizacji przedstawiciele rasy białej osiedlali się na nowych terenach.
Antropolodzy do rasy białej zaliczali też zazwyczaj populacje zamieszkujące Indie, Cejlon, a także niekiedy Ajnów – ludność z północnej Japonii i Sachalinu. Pewne cechy rasy białej wykazywać mieli też mieszkańcy Polinezji.

## Charakterystyka
Według tych teorii, przedstawiciele rasy białej człowieka charakteryzują się następującymi cechami antropologicznymi:
- Skóra jasna różnych odcieni.
- Oczy różne, lecz często jasne.
- Włosy faliste lub proste, często jasne.
- Brak fałdy nakątnej.
- Twarz ortognatyczna.
- Nos wąski, wystający.
- Silne owłosienie ciała.
- Wysoki wzrost.
- Mała zawartość melaniny.

Przedstawiciele rasy białej, krzyżując się z osobami innych ras, dawać mieli początek osobnikom ras mieszanych, określanych mianami:
- Metysów – tj. mieszańców odmiany białej z odmianą żółtą (zwłaszcza Indianami).
- Mulatów – tj. mieszańców odmiany białej z odmianą czarną.